# Wełyka Wułyha
Wełyka Wułyha (ukr. Велика Вулига) – wieś na Ukrainie, w obwodzie winnickim, w rejonie tulczyńskim, w hromadzie Szpykiw. W 2001 liczyła 1145 mieszkańców, spośród których 1127 wskazało jako ojczysty język ukraiński, 14 rosyjski, 2 mołdawski, 1 rumuński, a 1 białoruski.